# Pallacanestro Virtus Roma 2019-2020
Questa voce raccoglie le informazioni riguardanti la Pallacanestro Virtus Roma nelle competizioni ufficiali della stagione 2019-2020.

## Stagione
La stagione 2019-2020 della Pallacanestro Virtus Roma è la 36ª nel massimo campionato italiano di pallacanestro, la Serie A.
Per la composizione del roster si decise di optare per la formula con 6 giocatori stranieri senza vincoli.

## Roster
Aggiornato al 17 luglio 2019.
| Virtus Roma 2019-20 | Virtus Roma 2019-20 |
| Giocatori           | Staff tecnico       |
| ------------------- | ------------------- |

| N. | Naz.                                                | Ruolo | Nome              | Anno | Alt.   | Peso   |  |
| -- | --------------------------------------------------- | ----- | ----------------- | ---- | ------ | ------ |  |
| 0  | Stati Uniti (bandiera)                              | G     | Jaylen Barford    | 1996 | 191 cm | 94 kg  |  |
| 2  | Italia (bandiera)                                   | AC    | Kevin Cusenza     | 1993 | 200 cm | 95 kg  |  |
| 3  | Stati Uniti (bandiera)                              | A     | Mike Moore        | 1994 | 203 cm | 95 kg  |  |
| 7  | Bosnia ed Erzegovina (bandiera) · Italia (bandiera) | AG    | Amar Alibegović   | 1995 | 206 cm | 109 kg |  |
| 9  | Nuova Zelanda (bandiera)                            | P     | Corey Webster     | 1988 | 188 cm | 86 kg  |  |
| 10 | Italia (bandiera)                                   | G     | Roberto Rullo     | 1990 | 193 cm | 98 kg  |  |
| 11 | Stati Uniti (bandiera)                              | P     | Jerome Dyson      | 1987 | 191 cm | 82 kg  |  |
| 13 | Italia (bandiera)                                   | P     | Tommaso Baldasso  | 1998 | 191 cm | 88 kg  |  |
| 21 | Stati Uniti (bandiera)                              | A     | James White       | 1982 | 201 cm | 98 kg  |  |
| 22 | Italia (bandiera)                                   | AG    | Giovanni Pini (C) | 1992 | 205 cm | 100 kg |  |
| 25 | Stati Uniti (bandiera)                              | G     | Liam Farley       | 1994 | 196 cm | 89 kg  |  |
| 34 | Italia (bandiera)                                   | G     | Giovanni Spinosa  | 1997 | 188 cm | 80 kg  |  |
| 41 | Stati Uniti (bandiera)                              | C     | Davon Jefferson   | 1986 | 204 cm | 100 kg |  |
| 44 | Stati Uniti (bandiera)                              | GA    | William Buford    | 1990 | 196 cm | 98 kg  |  |
| 77 | Rep. Ceca (bandiera)                                | G     | Tomáš Kyzlink     | 1993 | 196 cm | 80 kg  |  |
| -  | Italia (bandiera)                                   | GA    | Samuele Telesca   | 2003 | 190 cm | 78 kg  |  |

| Allenatore                                                                       |
| - Piero Bucchi                                                                   |
| Assistente/i                                                                     |
| - Daniele Michelutti Legenda - (C) Capitano - (IN) Inattivo - Infortunato Roster |

## Mercato

### Sessione estiva
| Acquisti | Acquisti         | Acquisti          | Acquisti   | Acquisti |
| R.       | Nome             | da                | Modalità   |          |
| -------- | ---------------- | ----------------- | ---------- | -------- |
| A        | Mike Moore       | Borås Basket      | definitivo |          |
| AP       | Skyler Flatten   | SDSU Jackrabbits  | definitivo |          |
| G        | Roberto Rullo    | Dinamo Cagliari   | definitivo |          |
| AG       | Giovanni Pini    | Fortitudo Bologna | definitivo |          |
| P        | Jerome Dyson     | Bnei Herzliya     | definitivo |          |
| AC       | Davon Jefferson  | Cap. de Arecibo   | definitivo |          |
| G        | Tomáš Kyzlink    | Reyer Venezia     | definitivo |          |
| G        | Liam Farley      | Free agent        | definitivo |          |
| GA       | William Buford   | Lavrio            | definitivo |          |
| AC       | Kevin Cusenza    | Fortitudo Roma    | definitivo |          |
| G        | Giovanni Spinosa | Smit Roma         | definitivo |          |

| Cessioni | Cessioni          | Cessioni          | Cessioni                 | Cessioni |
| R.       | Nome              | a                 | Modalità                 |          |
| -------- | ----------------- | ----------------- | ------------------------ | -------- |
| AC       | Aristide Landi    | Pistoia Basket    | fine contratto           |          |
| P        | Nic Moore         | Châlons-Reims     | fine contratto           |          |
| AP       | Marco Santiangeli | U.C.C. Piacenza   | fine contratto           |          |
| G        | Andrea Saccaggi   | San Severo        | fine contratto           |          |
| A        | Daniele Sandri    | Napoli Basket     | fine contratto           |          |
| C        | Henry Sims        | Fortitudo Bologna | fine contratto           |          |
| AP       | Skyler Flatten    | Free agent        | rescissione (infortunio) |          |
| G        | Roberto Prandin   | Scaligera Verona  | fine contratto           |          |
| PG       | Massimo Chessa    | Free agent        | fine contratto           |          |

### Dopo l'inizio della stagione
| Acquisti | Acquisti       | Acquisti       | Acquisti         | Acquisti   |
| R.       | Nome           | da             | Data             | Modalità   |
| -------- | -------------- | -------------- | ---------------- | ---------- |
| A        | James White    | Free agent     | 24 dicembre 2019 | definitivo |
| G        | Jaylen Barford | V.L. Pesaro    | 19 febbraio 2020 | definitivo |
| P        | Corey Webster  | Zhejiang Lions | 29 febbraio 2020 | definitivo |

| Cessioni | Cessioni     | Cessioni          | Cessioni         | Cessioni    |
| R.       | Nome         | a                 | Data             | Modalità    |
| -------- | ------------ | ----------------- | ---------------- | ----------- |
| A        | Mike Moore   | Latina Basket     | 29 dicembre 2019 | rescissione |
| P        | Jerome Dyson | Fortitudo Bologna | 26 febbraio 2020 | rescissione |